# Comayagua
Comayagua é uma cidade de Honduras e capital do departamento de Comayagua. Segundo censo de 2018, possuía 163 914 habitantes.